# Mariella Giampieri
Mariella Giampieri (Chiaravalle, 1928) è un'attrice e pittrice italiana, eletta Miss Italia nel 1949.

## Biografia
È stata eletta Miss Italia nel 1949 a Stresa. Mariella ha poi preferito la pittura al cinema, frequentando l'Accademia di Belle Arti di Brera.